# She's Got No Name
Pour plus de détails, voir Fiche technique et Distribution.
She's Got No Name (酱园弄, Jiàngyuán nòng) est un film chinois réalisé par Peter Chan, sorti en 2024.
Il est sélectionné hors compétition au Festival de Cannes 2024.

## Fiche technique
Sauf indication contraire, les informations mentionnées dans cette section peuvent être confirmées par la base de données cinématographiques IMDb,  présente dans la section « Liens externes ».
- Titre original : 酱园弄, Jiàngyuán nòng
- Titre français : She's Got No Name
- Réalisation : Peter Chan
- Scénario : Feng Jiang et Yang Shang
- Photographie : Jake Pollock
- Pays d'origine : Chine
- Format : Couleurs
- Genre : drame
- Date de sortie :
  - France : 24 mai 2024 (Festival de Cannes)
  - Canada : septembre 2025 (festival de Toronto)

## Distribution
- Zhang Ziyi : Zhan Zhoushi
- Zhao Zanilia : Xi Lin

## Distinction

### Sélection
- Festival de Cannes 2024 : Hors compétition